# Bermudische Badmintonmeisterschaft 1989
Die Bermudische Badmintonmeisterschaft 1989 fand vom 16. bis zum 18. Februar 1989 statt.

## Sieger und Finalisten
| Disziplin    | Gold                       | Silber                      |
| ------------ | -------------------------- | --------------------------- |
| Herreneinzel | Steve Wellman              | Kenny Bremar                |
| Dameneinzel  | C. Askins                  | Julie Durrant               |
| Herrendoppel | Kenny Bremar Steve Wellman | Ian Cummings Junior Durrant |
| Damendoppel  | C. Askins Lisa Ferrari     | Julie Durrant K. Thompson   |
| Mixed        | Kenny Bremar K. Thompson   | D. Witchell Lisa Ferrari    |